# Halfdan el Negro
Halfdan el Negro, Halfdan Gudrödarson o Halfdan Svarte, en nórdico antiguo: Halfdanr Svarti (c. 823-860), era un caudillo vikingo del siglo ix, rey de Vestfold. Pertenecía a la Casa de Yngling y fue padre de Harald I de Noruega, históricamente considerado primer rey de Noruega. Su apodo, el Negro, se refiere al color de sus cabellos oscuros.

## Biografía

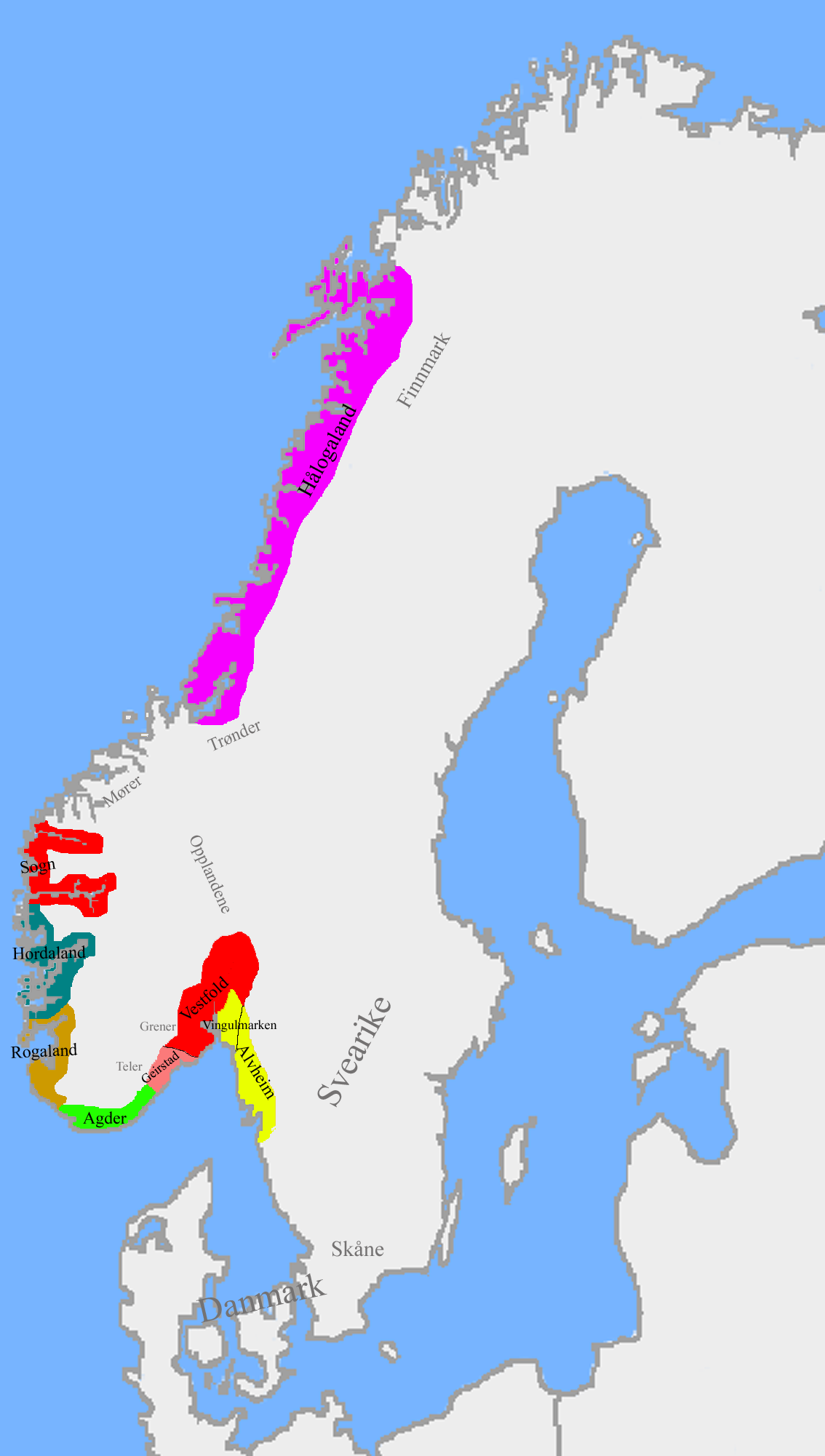
Reinos sometidos en 860 d. C. El reino de Halfdan el Negro se muestra en rojo.

Según Heimskringla y Fagrskinna, Halfdan era hijo de Gudrød el Cazador. Heimskringla también cita a su madre, Åsa, hija del rey Harald de Agder, y su hermanastro Olaf Geirstad-Alf. Heimskringla menciona que cuando el padre de Halfdan fue asesinado, Åsa tomó a su hijo de un año de edad Halfdan y regresó a Agder, donde creció. A la edad de 18 o 19 años, Halfdan llegó a ser el rey de Agder. Rápidamente fue sumando territorios a su reino, gracias a hábiles negociaciones políticas y conquistas militares. Partió el reino de Vestfold con su hermano Olaf y, con una acción militar, persuadió al rey Gandalf Alfgeirsson de Vingulmark que cediera la mitad de su reino. Más tarde, Halfdan subyugó un área llamada Raumarike y para afianzar su dominio tuvo que derrotar y matar en batalla al previo gobernante, Sigtryg Eysteinsson, y en sucesivas batallas al hermano y sucesor Eystein. Consolidar el dominio del territorio no se limitaba a Raumarike, sino también a la mitad de Hedmark, el corazón del reino de Sigtryg y Eystein.
Fagrskinna y Heimskringla coinciden en que la esposa de Halfdan se llamaba Ragnhild, hija del rey Harald Gulskeg (barba dorada) de Sogn. Halfdan y Ragnhild tuvieron un heredero llamado Harald, que fue enviado a la corte de su abuelo, donde sería criado. Harald Gulskeg, ya anciano, proclamó sucesor a su nieto poco antes de morir. Ragnhild también falleció poco más tarde, y el joven rey Harald enfermó y murió a la primavera siguiente. Cuando Halfdan supo de la muerte de su hijo, se fue a Sogn, reclamó el título de rey y sin resistencia ni oposición integró el territorio en su reino. 
La narrativa Heimskringla imputa otra conquista al rey Halfdan. Los hijos de Gandalf Alfgeirsson de Vingulmark, Hysing, Helsing y Hake, planearon una fallida emboscada nocturna al rey, pero Halfdan se libró y escapó al bosque. Tras organizar un ejército, regresó para derrotar a sus enemigos, matando a Hysing y Helsing. Hake abandonó el reino, y Halfdan se proclamó rey de Vingulmark.
Heimskringla cita a la segunda consorte de Halfdan, también llamada Ragnhild Sigurdsdatter, hija de Sigurd Hart, rey de Ringerike. Ragnhild fue raptada de su hogar por Hake, un berserker que desafió y mató a su padre en Hadeland. Halfdan a su vez la raptó y libró de las manos de Hake, y pudo casarse con ella. Fagrskinna no menciona ninguno de estos detalles, pero cita a Ragnhild como hija de Sigurd Ragnarsson, que en la versión de Heimskringla es su bisabuelo. No obstante, ambas sagas coinciden en que la segunda Ragnhild y Halfdan tuvieron un hijo, el futuro rey de toda Noruega, Harald. 

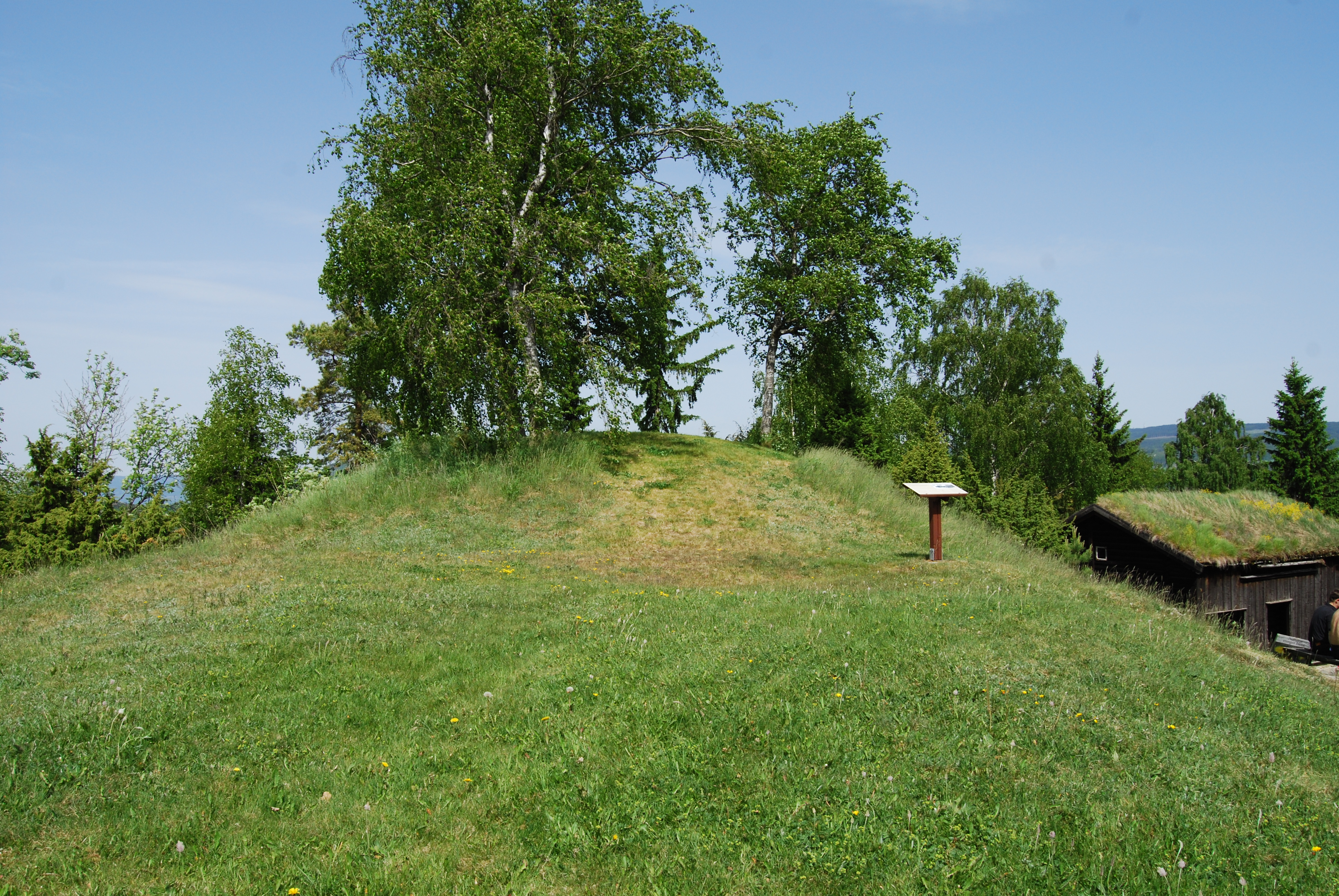
Halvdanshaugen en Hadeland Folkemuseum, uno de los lugares donde se supone que enterraron a Halfdan el Negro.

## Halvdanshaugen
Tanto Heimskringla, Fagrskinna, Ágrip af Nóregskonungasögum y la Historia Norwegiæ (siglo XII) relatan que Halfdan se ahogó al caer y romper el hielo en las aguas del lago Randsfjorden cuando regresaba de Hadeland. Su caballo cayó y el trineo se partió por el estiércol de ganado que había debilitado el hielo en una zona del lago. Halfdan fue sepultado en un montículo en Stein de Ringerike.
La narrativa de Heimskringla añade que todos los distritos de su reino deseaban que fuera enterrado en su territorio, por lo que llegaron al acuerdo de repartir sus despojos en varias partes y que cada distrito tuviese su propio cementerio real, lo que comportó que actualmente existan cuatro lugares que se denominan de la misma forma: Halvdanshaugen (del Nórdico antiguo haugr, que significa montículo). Según esta versión, la cabeza está enterrada en Ringerike.
La historia más elaborada sobre su vida procede principalmente de Heimskringla, y según Historia Norwegiæ (en latín), Halvdan era rey "in montanis" (en las montañas), que suele ser equivalente a Oppland en Nórdico antiguo, lo que añade otra divergencia a la versión de Heimskringla.

### Hálfdanar saga svartaenHeimskringla
Hálfdanar saga svarta es uno de los relatos de Heimskringla de Snorri Sturluson sobre los reyes noruegos. Hálfdan el Negro gobierna sobre las tierras montañosas orientales en Noruega. En un famoso sueño, su esposa la reina Ragnhildr tiene una visión sobre el nacimiento de su hijo Harald: una pequeña espina que brotaba de su mano y se convertía en un poderoso árbol que extendía sus ramas «por toda Noruega y más allá». Hálfdanar saga svarta aparece como una obra que pretende enlazar la línea real de Noruega con las viejas leyendas sobre Freyr y los Ynglings.